# 8781 Yurka
8781 Yurka este un asteroid din centura principală de asteroizi.

## Descriere
8781 Yurka este un asteroid din centura principală de asteroizi. A fost descoperit pe 1 aprilie 1976 la Observatorul de Astrofizică din Crimeea de Nikolai Cernîh. El prezintă o orbită caracterizată de o semiaxă mare de 2,36 ua, o excentricitate de 0,17 și o înclinație de 2,2° în raport cu ecliptica.